# Octavius Pickard-Cambridge
Octavius Pickard-Cambridge (Bloxworth, 3 novembre 1828 – 9 marzo 1917) è stato un aracnologo, entomologo e zoologo inglese.
Ha scritto diverse ricerche su uccelli e lepidotteri, ma dopo aver accompagnato nel 1854 l'entomologo Frederick Bond nel New Forest ha avuto modo di collaborare con John Blackwall nella stesura del suo libro British and Irish Spiders e da quel momento ha iniziato ad interessarsi esclusivamente agli aracnidi.

## Nomenclatura tassonomica
Viene spesso confuso con suo nipote Frederick Octavius Pickard-Cambridge che ha condiviso con lui la passione per l'aracnologia. L'abbreviazione tassonomica che lo contraddistingue è O. P.-Cambridge, mentre quella del nipote è F. O. P.-Cambridge.
| O. P.-Cambridge è l'abbreviazione standard utilizzata per le specie animali descritte da Octavius Pickard-Cambridge. Categoria:Taxa classificati da Octavius Pickard-Cambridge |